# Región del Catatumbo
El Catatumbo es una región colombiana ubicada en el noreste del departamento de Norte de Santander y una pequeña parte al suroeste del departamento del Cesar, que se extiende entre la Cordillera Oriental de Colombia y el Lago de Maracaibo, por lo cual se le ha llegado a considerar la región como «transfronteriza». Esta región en Colombia está conformada por 13 municipios: Ábrego, Convención, El Carmen, El Tarra, González, Hacarí, La Playa de Belén, Ocaña, Río de Oro, San Calixto, Sardinata, Teorama y Tibú. Esta región hace parte de los territorios focalizados PDET.

## Toponimia
El nombre de esta región lo recibe del principal río que la recorre, el Catatumbo.

## Historia
En el proceso de la colonización, hubo diferentes épocas de hegemonía productiva. La caña de azúcar y el cacao tuvieron su auge en el siglo XVII y XVIII pero fue el café, desde la independencia española, el principal producto de especialización durante el siglo XIX en la fase económica llamada modelo de exportación primaria.
En el siglo XX se vivió un proceso de cambio en las relaciones de producción internacionales. Después de la I Guerra Mundial los países occidentales vieron la importancia del petróleo como recurso energético y esto aceleró el descubrimiento de reservas y las seguidas perforaciones mundiales. El Catatumbo se convirtió en uno de los primeros rincones de la explotación petrolera en Colombia, con petróleo en abundancia y de alta calidad. En 1918 se aprobó la llamada Concesión Barco, propiedad del general Virgilio Barco, con la finalidad de que una única empresa, Compañía de Petróleos de Colombia S.A. (con capital estadounidense), tuviese el derecho a explotar, procesar y distribuir o comercializar el oro negro encontrado. Con el incremento del comercio internacional del petróleo, en 1936 la Concesión pasó a manos de las empresas estadounidenses Texas Petroleum Company y Mobil Oil. La demanda de petróleo internacional era creciente y se necesitaba realizar la obra de un oleoducto que pudiese llevar petróleo desde el Catatumbo a la Costa Caribe y así poder ser distribuido a gran distancia. Con el proyecto de exportación la riqueza colombiana dejaba de ser consumida por la mayoría de colombianos, además de que trajo nuevos conflictos.
Esta región ha sido uno de los escenarios más golpeados por el conflicto armado interno de Colombia, con la presencia de distintos actores armados, afectando a la población civil y el medio ambiente.

## Características
La región presenta una gran variedad climática y es rica en recursos minerales como el petróleo, el carbón y el uranio; sus suelos en tanto son aptos para la agricultura diversificada, presentándose diversos tipos de cultivos como café, cacao, maíz, fríjol, arroz, plátano y yuca. Igualmente la ganadería es un renglón fuerte en la región y sus ríos poseen una gran variedad de peces, que han servido de alimento durante mucho tiempo a los habitantes ribereños (principalmente a los indígenas Motilón-Bari). Es una zona muy disputada por grupos al margen de la ley, ya que sus condiciones climáticas son adecuadas para cultivar a gran escala la hoja de coca, materia prima para la fabricación de cocaína, donde también hay laboratorios que la producen aprovechando la densa selva de la región para estar ocultos de la Fuerza Pública de Colombia, quienes combaten a estos grupos ilegales y a su fuente de financiación.